# سيلينة الأطلس المتوسط
السيلينة الأطلس المتوسط (باللاتينية: Silene mesatlantica) نوع نباتي يتبع جنس السيلينة من الفصيلة القرنفلية.

## الموئل والانتشار
موطنها المغرب العربي.